# Đài thiên văn W. M. Keck
Đài thiên văn Keck (hay còn được gọi là Đài quan sát Manua Kea) là đài quan sát được đặt tại Hawaii, một vùng đất nhiệt đới, một vùng đất du lịch của Hoa Kỳ. Nơi đây có đặt kính thiên văn Keck, một trong những chiếc kính thiên văn quang học lớn nhất hiện nay. Đường kính của gương phản xạ của nó là 10m (33 feet).